# Rancho (Willemstad)
Rancho – dzielnica (wijk) miasta Willemstad oraz osada (buurt) w dystrykcie Willemstad, w kraju autonomicznym Curaçao, należącym do Holandii, w Ameryce Południowej. 20 października 2023 r. liczyła 3192 mieszkańców.  

## Osady
W skład dzielnicy wchodzi osiem osad (buurt):
| Lp. | Nazwa                  | Powierzchnia km² | Liczba mieszkańców |
| --- | ---------------------- | ---------------- | ------------------ |
| 1.  | Esperanza bij Waterloo | 0,24             | 292                |
| 2.  | Kunuku Grandi          | 0,09             | 167                |
| 3.  | Lijsje                 | 0,04             | 70                 |
| 4.  | Noordkant              | 5,92             | niezamieszkana     |
| 5.  | Onverwacht             | 0,13             | 229                |
| 6.  | Rancho                 | 0,13             | 57                 |
| 7.  | Sosiegu bij Waterloo   | 0,07             | 100                |
| 8.  | Waterloo               | 1,25             | 2301               |